# Napier Nomad
Les Napier Nomad I et III étaient des moteurs d'aviation conçus à la fin, des années 1940 par la société britannique Napier & Son. Ces moteurs étaient à turborécupérateur, une architecture très rare dans l'histoire de la motorisation aéronautique. Il s'agit d'une extrapolation du moteur turbocompressé dans laquelle la turbine d'échappement ne fait pas qu'actionner le compresseur, elle fournit aussi un couple sur l'arbre principal, ou sur un arbre séparé. En outre, ces moteurs sont des diesel à deux temps, ici aussi une particularité peu commune dans le monde aéronautique.